# Бодигард на убийцата
„Бодигард на убийцата“ (на английски: The Hitman's Wife's Bodyguard) е игрален филм (екшън, комедия, криминален) от 2021 година, американско-английско-шведско-българо-френска копродукция на режисьора Патрик Хюз, по сценарий на Том О'Конър, Брандън Мърфи и Филип Мърфи. Оператори са Тери Стейси. Музиката във филма е композирана от Атли Йорварсон. Филмът се явява продължение на „Бодигард на убиеца“. По произведението на Том О'Конър. В главните роли участват : Райън Рейнолдс, Самюел Л . Джаксън, Салма Хайек, Антонио Бандерас и Морган Фрийман.

## Сюжет
Филмът е продължение на Бодигардът на убиеца от 2017 година. Бодигардът Майкъл Брайс (Райън Рейнолдс) и наемният убиец Дариъс Кинкейд (Самюел Л. Джаксън), се завръщат за нова и още по-опасна мисия....
Ръководството на Европейския съюз налага санкции на Гърция. Гръцкият милиардер Аристотел Пападопулос (Антонио Бандерас) е решил да възстанови величието на Гърция и да върне бившата и слава с помощта на кибератака, която трябва да доведе до края на Евросъюза. 
Професионалният елитен бодигард Майкъл Брайс (Райън Рейнолдс), който за спасението на професионалния наемен убиец, въпреки че е най-важен свидетел за Международния трибунал в Хага, вместо заслужена награда е лишен от лиценз, захвърля всичко и по съвета на свя психотерапевт заминава в отпуск за Италия. Агентът на Интерпол, американецът Боби О’Нийл (Франк Грило), занимаващ се с проблемите за обири на най-важните управления, като промышленноста и енергетическата инфраструктури на Европа, разбиращ, че законните и официални методи няма да са ефикасни, решава да използва Брайс. И в тази задача трябва да му помагат най-опасната в света семейна двойка — знаменития професионален убиец Дариус Кинкейд (Самюел Л. Джаксън) и неговата напълно неконтролируема и безжалостна жена Соня (Салма Хайек)...

## Състав

### Актьорски състав
| Изпълнител          | Роля                       |
| ------------------- | -------------------------- |
| Райън Рейнолдс      | Майкъл Брайс               |
| Самюел Л. Джаксън   | Дариус Кинкейд             |
| Салма Хайек         | Соня Кинкейд               |
| Антонио Бандерас    | Аристотел Пападопулос      |
| Морган Фрийман      | Майкъл Брайс, старши       |
| Франк Грило         | Боби О'Нийл                |
| Каролин Гуудал      | Кроули                     |
| Алис МакМилън       | Сисил                      |
| Том Хопър           | Магнусон                   |
| Габриела Райт       | Вероника                   |
| Кристофър Камиясу   | Зенто                      |
| Ричард Е. Грант     | Сейфърт                    |
| Драган Мичанович    | Владимир                   |
| Милтос Йерулемо     | Карло                      |
| Блейк Ритсън        | Гюнтер                     |
| Ребека Фронт        | психотерапевтката на Брайс |
| Симон Андреу        | адвокатът на Пападопулос   |
| Брайън Каспе        | Уолтър Фишър, шеф на ЕС    |
| Цуваки Саотоме      | Такаси Курасава            |
| Анна Мария Еверет   | Елена                      |
| Ксила Барат Бастаич | г-ца Барет                 |
| Ивор Багарич        | младият Майкъл Брайс       |
| Стюарт Алекзандър   | представящият наградите    |
| Гари Олдман         | Владислав Духович          |
| Данко Йорданов      | охранител на Фишър         |
| Генко Иванов        | мъчител                    |
| Васил Йорданов      | италиански агент №3        |
| Антонио Скарпа      | италиански работник        |
| Иво Аръков          | войник                     |
| Димитър Илков       |                            |
| Тодор Папрулов      | бияч                       |
| Иван Рангелов       | бияч №2                    |
| Майкъл Гор          | Ливитин                    |
| Джорджи Глен        | съдия                      |
| Бари Астма          | Морено                     |
| Ахмет Мехмет        | дилър на оръжие            |
| Мария Векилска      | репортер №4                |
| Диди Андерсън       | агент на Интерпол          |
| Рок Цветков         | свещеник                   |